# Metropolitanstadt
Die Metropolitanstädte (italienisch Città metropolitane, Sg. Città metropolitana) bilden zusammen mit den Provinzen die mittlere Ebene der Gebietskörperschaften Italiens.

## Bezeichnung
Als Metropolitanstädte werden in Italien die Gebietskörperschaften bezeichnet, die sich auf die Metropolitangebiete, d. h. auf die Gebiete von fünfzehn italienischen Großstädten und deren jeweiliges Umland, erstrecken. Daher werden die Metropolitanstädte im Südtiroler Amtsdeutsch auch als Großstädte mit Sonderstatus oder als Großstädte mit besonderem Status bezeichnet.
Anders als der Wortlaut suggeriert, handelt es sich bei den Metropolitanstädten nicht um Städte im eigentlichen Sinne, sondern um administrativ abgegrenzte Stadtregionen, die neben der Kernstadt auch ein großes Hinterland umfassen. Als solche sind die italienischen Metropolitanstädte die Rechtsnachfolger ehemaliger Provinzen, die umbenannt und mit zusätzlichen Funktionen ausgestattet wurden.

## Entstehung

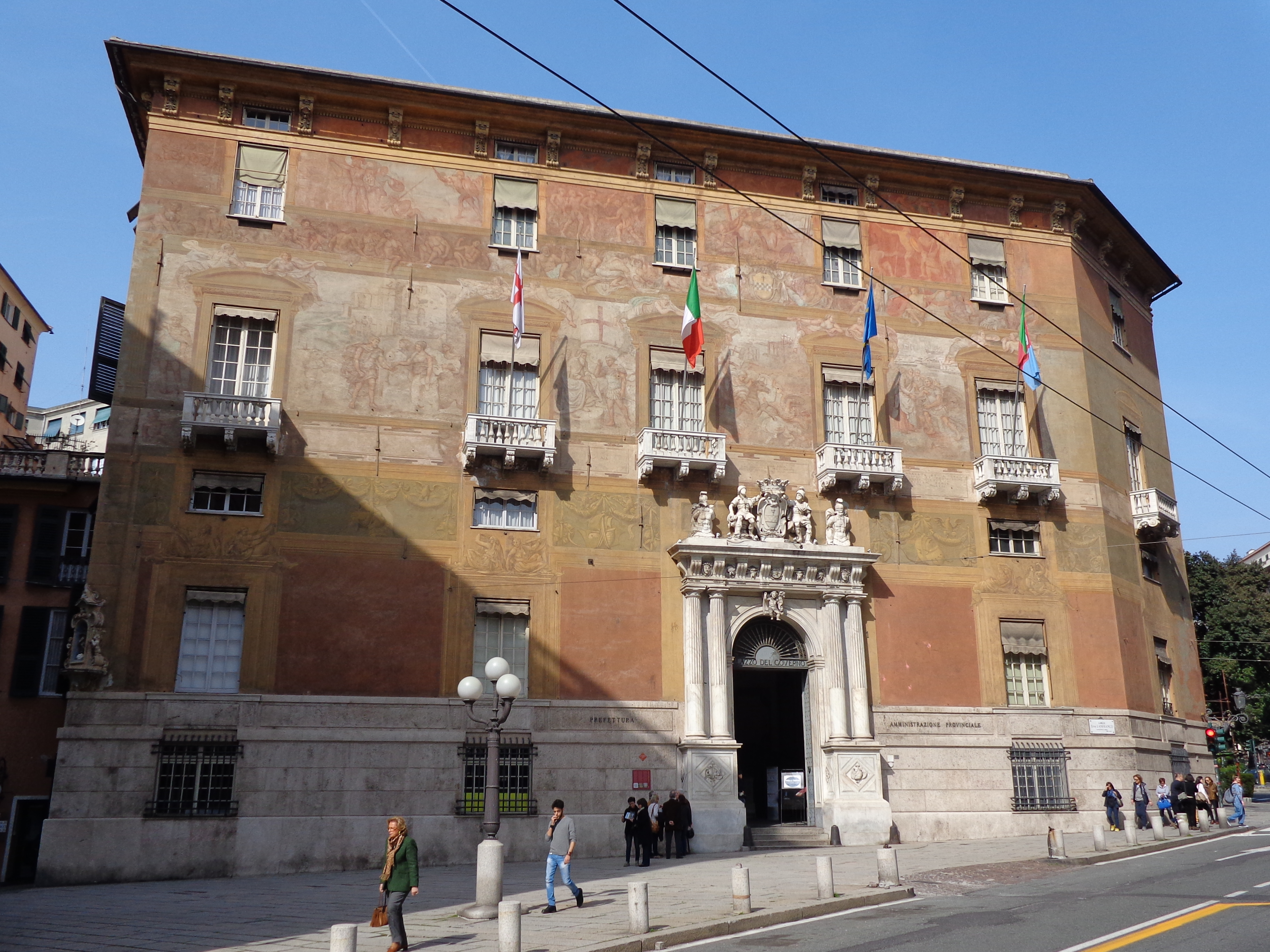
Palast Doria-Spinola, Sitz der Metropolitanstadt Genua

In italienischen Regionen mit Normalstatut ist die nationale Regierung für die Einrichtung der Metropolitanstädte zuständig, die autonomen Regionen mit Sonderstatut beschließen dies eigenständig.
Zehn der fünfzehn Metropolitanstädte befinden sich in Regionen mit Normalstatut: Seit dem 1. Januar 2015 bestehen acht dieser zehn Metropolitanstädte – Turin, Genua, Mailand, Bologna, Florenz, Rom, Neapel und Bari – als Rechtsnachfolger der früheren Provinzen. Die Metropolitanstadt Venedig wurde nach den Kommunalwahlen in Venedig eingerichtet und nahm zum 31. August 2015 ihre Tätigkeit auf, die Metropolitanstadt Reggio Calabria am 2. Februar 2017.
Drei von fünfzehn italienischen Metropolitanstädten befinden sich in der autonomen Region Sizilien, welche die Einrichtung der Metropolitanstädte Palermo, Catania und Messina verfügt hat.
Im Rahmen der Neuordnung der lokalen Gebietskörperschaften der autonomen Region Sardinien wurde die Metropolitanstadt Cagliari gegründet. Die Metropolitanstadt Cagliari und die Provinz Sud Sardegna ersetzten zunächst die Provinz Cagliari zum 1. Januar 2017; im Rahmen einer weiteren Neuordnung der Provinzen und Metropolitanstädte Sardiniens wurde das Gebiet der Metropolitanstadt Cagliari ausgedehnt, die Provinz Sud Sardegna abgeschafft und die Metropolitanstadt Sassari neu gegründet. In den übrigen autonomen Regionen wurden noch keine Metropolitanstädte eingerichtet.
Das Gebiet der Metropolitanstädte ist mit den früheren Provinzen deckungsgleich mit Ausnahme der Metropolitanstadt Cagliari, deren Gebiet neu abgegrenzt wurde.
Anders als im Falle der deutschen kreisfreien Städte ist es in Italien nicht vorgesehen, dass Gemeinde und Provinz zu einem gemeinsamen Gebilde zusammengeführt und somit „provinzfrei“ werden. Die Metropolitanstadt löst in Italien die Provinz ab, die bisherigen Gemeinden bleiben jedoch bestehen, soweit die neuen Körperschaften nichts anderes beschließen.
Beispielsweise existiert die Stadt Mailand fort und bildet zusammen mit 133 weiteren Kommunen das Gebiet der Metropolitanstadt Mailand (der bisherigen Provinz Mailand). Die ehemalige Provinzhauptstadt Mailand übernimmt die Funktion der Hauptstadt der gleichnamigen Metropolitanstadt Mailand.

## Funktionen

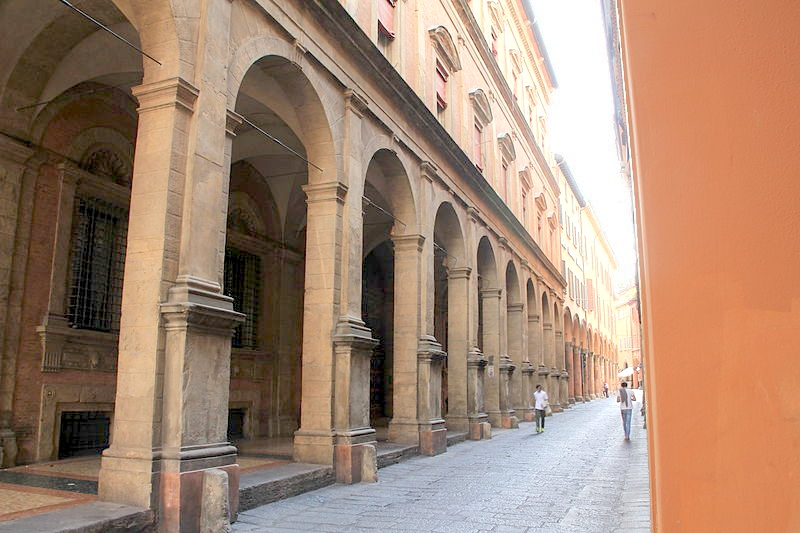
Palast Malvezzi, Sitz der Metropolitanstadt Bologna

Die Metropolitanstädte sind eine von der italienischen Verfassung vorgesehene Körperschaft, die gleichzeitig sämtliche Funktionen einer Provinz und zusätzliche originäre Funktionen übernimmt.
Wie die Provinzen sind auch die Metropolitanstädte mit folgenden Funktionen betraut:
- Koordinierung der Raumplanung sowie Schutz und Aufwertung der Umwelt
- Planung der Beförderungsübernahmedienste, Zulassungen und Kontrollen im Bereich des Individualverkehrs, Bau und Betrieb von Straßen und Regelung des Verkehrs auf Straßen in ihrem Zuständigkeitsbereich
- Planung des Schulnetzes
- Sammlung und Verarbeitung von Daten, technische und verwaltungsmäßige Unterstützung der lokalen Körperschaften
- Schulbau
- Kontrolle von Diskriminierungen am Arbeitsplatz und Förderung der Gleichstellung zwischen Mann und Frau auf dem Gebiet der Metropolitanstadt.

Darüber hinaus übernehmen die Metropolitanstädte folgende originäre Funktionen:
- Ausarbeitung eines dreijährigen strategischen Raumordnungsplanes, der als Richtlinie für die Gemeinden auf dem Metropolitangebiet gilt
- allgemeine Raumplanung, einschließlich Kommunikationsstrukturen, Dienstleistungsnetzen und Infrastrukturen
- Koordinierung und Organisation öffentlicher Dienste
- Mobilität und Verkehr
- Förderung und Koordinierung der wirtschaftlichen und sozialen Entwicklung, Unterstützung von Innovation und Forschung
- Förderung und Koordinierung der Informatisierung und Digitalisierung.

## Organisation

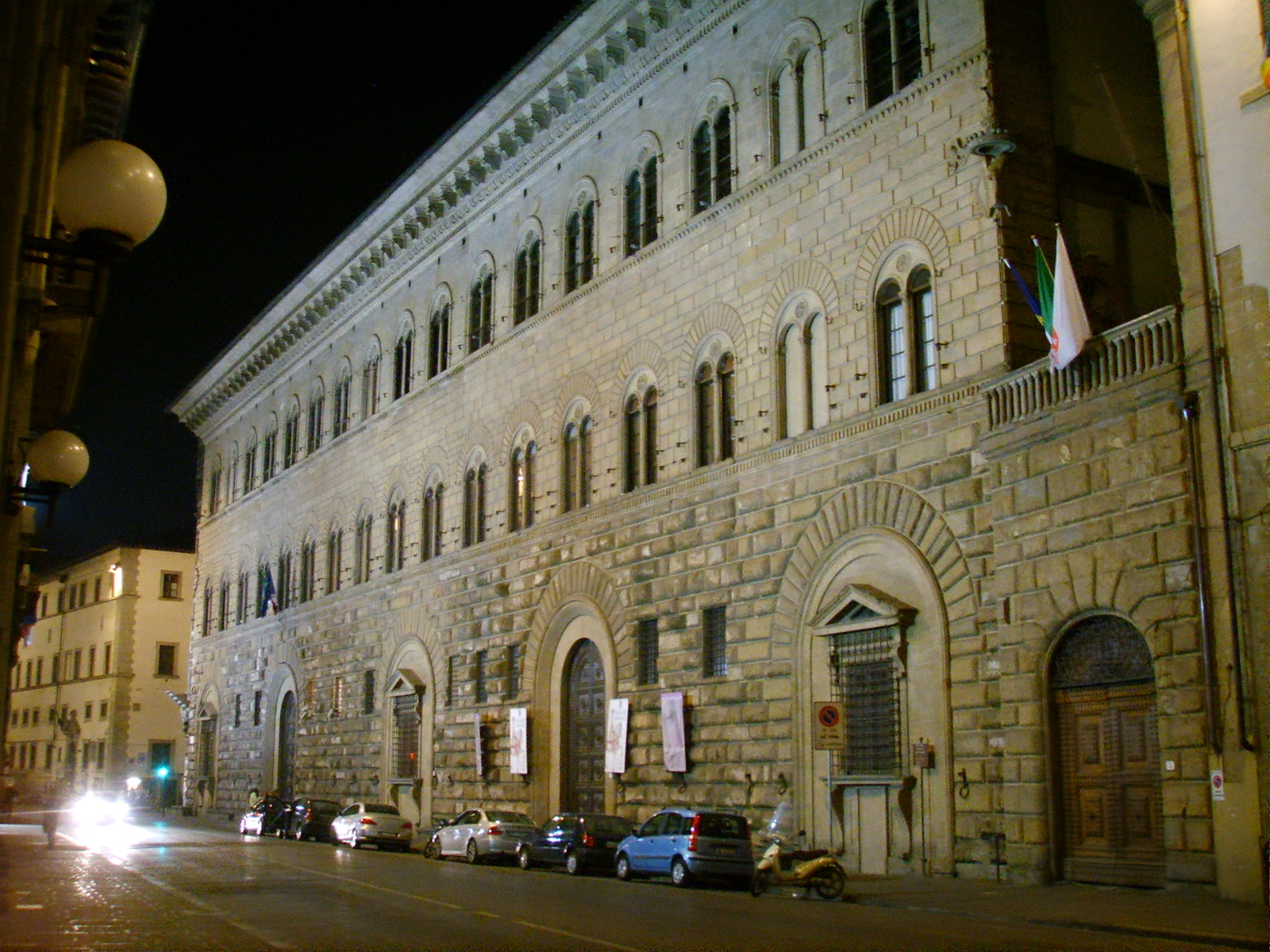
Palast Medici Riccardi, Sitz der Metropolitanstadt Florenz

Nach allgemeiner Rechtslage wird der Bürgermeister (sindaco) der ehemaligen Provinzhauptstadt zugleich Metropolitanbürgermeister (sindaco metropolitano) und ersetzt damit den früheren Präsidenten der Provinz.
Die Gemeinderäte wählen aus ihren Reihen die Mitglieder des Metropolitanrates (consiglio metropolitano). Letzterer hat je nach Einwohnerzahl 14, 18 oder 24 Mitglieder. Hinzu kommt der Metropolitanbürgermeister, der dem Metropolitanrat vorsitzt. Daneben besteht mit der Metropolitankonferenz (conferenza metropolitana) eine Konferenz aller Bürgermeister des Metropolitangebietes, deren Hauptfunktion es ist, das Statut der Metropolitanstadt zu verabschieden. Im Übrigen wird die Metropolitankonferenz jedoch nur bei Grundsatzentscheidungen aktiv oder übernimmt beratende Aufgaben.
Das Statut der Metropolitanstadt kann die Direktwahl des Metropolitanbürgermeisters und des Metropolitanrates vorsehen. Die rechtliche Voraussetzung hierfür ist, dass die Hauptstadt der ehemaligen Provinz und der Nachfolgekörperschaft Metropolitanstadt als solche in mehrere Gemeinden unterteilt und damit von diesen abgelöst wird. Hierfür ist vor Ort eine Volksabstimmung erforderlich. Hat eine Metropolitanstadt mehr als drei Millionen Einwohner, genügt für eine Direktwahl die Unterteilung der Hauptstadt in selbständige Stadtbezirke.
Die italienische Hauptstadt Rom hat seit 2010 einen besonderen Status mit zusätzlichen Aufgaben und Rechten und wird als Roma Capitale bezeichnet. 2015 ging die offizielle Bezeichnung an die alte Provinz und neue Metropolitanstadt Rom Hauptstadt (Città metropolitana di Roma Capitale) über.

## Übersicht 2019 (ohne Sassari)
| Metropolitanstadt | Gemeinden | Bevölkerung (ISTAT-Angaben 31. Dezember 2023) | Fläche in km2 |
| ----------------- | --------- | --------------------------------------------- | ------------- |
| Rom               | 121       | 4.225.409                                     | 5.352         |
| Mailand           | 134       | 3.245.459                                     | 1.575         |
| Neapel            | 092       | 2.970.974                                     | 1.171         |
| Turin             | 316       | 2.204.837                                     | 6.829         |
| Palermo           | 082       | 1.200.253                                     | 4.992         |
| Bari              | 041       | 1.221.682                                     | 3.821         |
| Catania           | 058       | 1.071.813                                     | 3.552         |
| Florenz           | 042       | 988.785                                       | 3.514         |
| Bologna           | 056       | 1.017.536                                     | 3.702         |
| Genua             | 067       | 817.628                                       | 1.839         |
| Venedig           | 044       | 835.405                                       | 2.462         |
| Messina           | 108       | 598.071                                       | 3.247         |
| Reggio Calabria   | 097       | 515.153                                       | 3.183         |
| Cagliari          | 017       | 418.962                                       | 1.248         |